# San Carlo Canavese
San Carlo Canavese là một đô thị ở tỉnh Torino trong vùng Piedmont, có vị trí cách khoảng 20 km về phía tây bắc của Torino, nước Ý. Tại thời điểm ngày 31 tháng 12 năm 2004, đô thị này có dân số 3.534 người và diện tích là 21,0 km².
San Carlo Canavese giáp các đô thị: Rocca Canavese, Vauda Canavese, Nole, Front, San Francesco al Campo, Cirié, và San Maurizio Canavese.